# Ykkösliigacup 2025
La Ykkösliigacup 2025 è stata la 2ª edizione di questo torneo, che si è disputata tra febbraio e aprile 2025. La competizione è iniziata il 1º febbraio 2025 e si è conclusa con la finale il 5 aprile dello stesso anno, con la vittoria dello Jippo.

## Formula
La competizione è composta da una fase a due gironi composti da cinque squadre ciascuno, che si sfidano una sola volta. Le prime due classificate accedono alla fase finale, composte da semifinali secche, le cui vincenti si affrontano in una finale unica.

## Squadre
Parteciperanno alla Ykkösliigacup le dieci squadre iscritte alla Ykkösliiga 2025:
- EIF
- Jippo
- JäPS
- KäPa
- Klubi 04

- Lahti
- PK-35 Vantaa
- SalPa
- SJK Akatemia
- TPS

## Fase a gironi

### Girone A
| Pos. | Squadra  | Pt | G | V | N | P | GF | GS | DR |
| ---- | -------- | -- | - | - | - | - | -- | -- | -- |
| 1.   | Jippo    | 12 | 4 | 4 | 0 | 0 | 7  | 3  | +4 |
| 2.   | Lahti    | 9  | 4 | 3 | 0 | 1 | 5  | 3  | +2 |
| 3.   | Klubi 04 | 6  | 4 | 2 | 0 | 2 | 8  | 6  | +2 |
| 4.   | KäPa     | 3  | 4 | 1 | 0 | 3 | 7  | 7  | 0  |
| 5.   | JäPS     | 0  | 4 | 0 | 0 | 4 | 3  | 11 | -8 |

|          | JIP | JÄP | KÄP | K04 | LAH |
| Jippo    |     |     | 2-1 | 1-0 |     |
| JäPS     | 1-2 |     |     |     | 0-1 |
| KäPa     |     | 5-0 |     |     | 0-1 |
| Klubi 04 |     | 3-2 | 4-1 |     |     |
| Lahti    | 1-2 |     |     | 2-1 |     |

### Girone B
| Pos. | Squadra      | Pt | G | V | N | P | GF | GS | DR |
| ---- | ------------ | -- | - | - | - | - | -- | -- | -- |
| 1.   | TPS          | 10 | 4 | 3 | 1 | 0 | 8  | 2  | +6 |
| 2.   | PK-35 Vantaa | 6  | 4 | 1 | 3 | 0 | 3  | 2  | +1 |
| 3.   | SJK Akatemia | 4  | 4 | 1 | 1 | 2 | 5  | 6  | -1 |
| 4.   | EIF          | 3  | 4 | 0 | 3 | 1 | 6  | 7  | -1 |
| 5.   | SalPa        | 2  | 4 | 0 | 2 | 2 | 6  | 11 | -5 |

|              | EIF | PK  | SAL | SJK | TPS |
| EIF          |     | 1-1 |     |     | 1-2 |
| PK-35        |     |     | 0-0 |     | 0-0 |
| SalPa        | 3-3 |     |     | 2-3 |     |
| SJK Akatemia | 1-1 | 1-2 |     |     |     |
| TPS          |     |     | 5-1 | 1-0 |     |

## Fase finale

### Semifinali
| Squadra 1     | Risultato       | Squadra 2    |
| ------------- | --------------- | ------------ |
| 29 marzo 2025 |                 |              |
| TPS           | 3 - 2           | Lahti        |
| Jippo         | 0 - 0 (5-3 dtr) | PK-35 Vantaa |

### Finale
| Arbitro: | Joona Kontinen |

|                                  |                      |                                             |
| Muzaci Sihvonen Pippola Sairinen | Tiri di rigore 3 – 5 | Kikuchi Huhtala Vesiaho Forsman Tykkyläinen |